# Mick Channon
Michael Roger Channon, noto come Mick Channon (Orcheston, 28 novembre 1948), è un ex calciatore inglese, di ruolo attaccante.
È primatista di reti (6) con la maglia del Southampton nelle competizioni calcistiche europee.

## Carriera
Giocò a lungo per il Southampton, con il quale vinse una FA Cup nel 1976 ed un titolo di capocannoniere della massima serie inglese nel 1974. Nel 1985 vinse anche una Coppa di Lega con il Norwich City.
Dopo il ritiro dal calcio cominciò a lavorare nel mondo dell'ippica. Oggi è un affermato allenatore di cavalli da corsa, ha già collezionato 18 vittorie in Gruppo 1 in tutto il mondo.

## Palmarès

### Club

#### Competizioni nazionali
- Coppa d'Inghilterra: 1

Southampton: 1975-1976